# Ayaki Suzuki
Ayaki Suzuki (født 13. april 1987) er en japansk fodboldspiller, som spiller for den japanske fodboldklub V-Varen Nagasaki.